# 080 Barcelona Fashion
La 080 Barcelona Fashion, també coneguda com la setmana de la moda de Barcelona, és un esdeveniment de moda que se celebra a Barcelona des del juliol del 2007. Es va crear per promocionar i donar visibilitat als dissenyadors independents a nivell nacional.
Durant les primeres edicions, la 080 Barcelona Fashion es trobava dins del Pla de Dinamització de la Moda Catalana (2007-2010) impulsada per la Generalitat de Catalunya, a través del Departament d'Innovació, Universitats i Empresa. Aquest pla es va proposar l'objectiu de reactivar el sector tèxtil a través de creadors independents, comercialitzant les seves creacions i col·leccions a nivell nacional i internacional mitjançant aquesta passarel·la. El juliol del 2007 es va celebrar l'edició pilot de la 080 Barcelona Fashion. La primera edició, celebrada del 5 al 7 de març del 2008, va comptar també amb la participació de l'Ajuntament de Barcelona. La 26a edició, de 2020, fou íntegrament digital donada la Pandèmia per coronavirus de 2020 a Catalunya.